# 7-й гвардейский танковый корпус
7-й гвардейский танковый Киевско-Берлинский ордена Ленина, дважды Краснознамённый, ордена Суворова корпус — тактическое соединение (гвардейский танковый корпус) БТиМВ Рабоче-крестьянской Красной армии.
В составе действующей армии:
- с 26 июля по 14 августа 1943 года;
- с 10 сентября 1943 года по 6 сентября 1944 года;
- с 28 октября 1944 года по 11 мая 1945 года.

## История
Приказом Народного комиссара обороны Союза ССР № 0404с, от 26 июля 1943 года, 15-му танковому корпусу за мужество и героизм личного состава, проявленные в боях против немецко-фашистских захватчиков, присвоено почётное звание «Гвардейский», с получением нового войскового № он был преобразован в 7-й гвардейский танковый корпус.
В июле 1945 года в связи с демобилизацией Союза ССР 7-й гвардейский танковый корпус был преобразован в 7-ю гвардейскую танковую дивизию, которая была расформирована в 1990 году. Перед расформированием находилась в составе 3-й общевойсковой армии (Рослау, ГСВГ).

## Полное наименование
Полное действительное наименование, после окончания Великой Отечественной войны — 7-й гвардейский танковый Киевско-Берлинский ордена Ленина, дважды Краснознамённый, орденов Суворова корпус.

## Командование корпуса

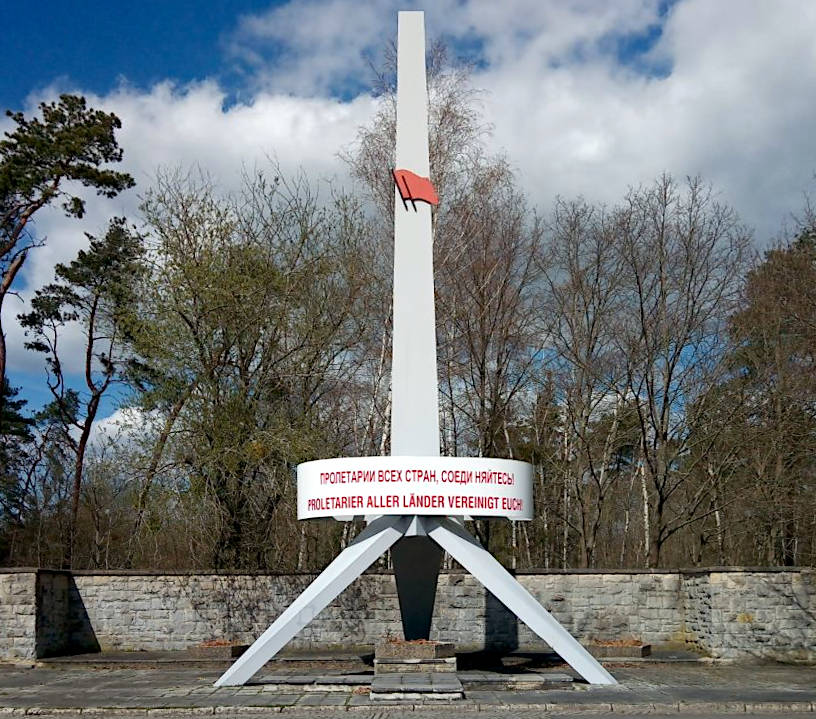
Памятник в Рослау

### Командиры корпуса
- гвардии генерал-майор танковых войск Рудкин, Филипп Никитович (с 11.06.1943 по 06.08.1943);
- гвардии генерал-майор танковых войск Сулейков, Кирилл Филиппович (с 07.08.1943 по 13.12.1943);
- гвардии генерал-майор танковых войск Иванов, Сергей Алексеевич (с 14.12.1943 по 20.07.1944);
- гвардии генерал-майор танковых войск Митрофанов, Василий Андреевич (с 21.07.1944 по 07.10.1944);
- гвардии генерал-майор танковых войск Иванов, Сергей Алексеевич (с 08.10.1944 по 10.04.1945);
- гвардии генерал-майор Новиков, Василий Васильевич (с 13.04.1945 по 11.05.1945)

### Заместители командира корпуса по строевой части
- гвардии генерал-майор Якубовский, Иван Игнатьевич (на май 1945)

### Заместитель командира корпуса по технической части
до 2 августа 1944 помощник командира корпуса по технической части
- гвардии инженер-полковник Ветров, Александр Александрович
- гвардии инженер-полковник Захаров, Леонид Васильевич (на апрель 1945)

### Начальники штаба корпуса
- гвардии подполковник, полковник Лозовский, Александр Борисович (с 21.05.1942)
- гвардии полковник Пузанков, Григорий Степанович (с 12.12.1943 по 09.05.1945)

### Начальник артиллерии
- гвардии полковник Новицкий, Алексей Васильевич (на апрель 1945)

### Заместитель командира по тылу
- гвардии генерал-майор Свит, Константин Николаевич (на апрель 1945)

## Состав
- Управление корпуса
- 54-я гвардейская танковая бригада (бывшая 88-я)
- 55-я гвардейская танковая бригада (бывшая 113-я)
- 56-я гвардейская танковая бригада (бывшая 195-я)
- 23-я гвардейская мотострелковая бригада (бывшая 52-я)
- 384-й гвардейский тяжёлый самоходно-артиллерийский Ченстоховский ордена Красной Звезды полк (бывший 59-й гв. отпп)
- 1419-й самоходно-артиллерийский Львовский Краснознамённый полк
- 1507-й самоходно-артиллерийский Львовский орденов Кутузова и Красной Звезды полк
- 702-й самоходно-артиллерийский Львовский ордена Красной Звезды полк
- 1977-й самоходно-артиллерийский ордена Суворова полк
- 467-й гвардейский миномётный Львовский ордена Красной Звезды полк
- 408-й лёгкий артиллерийский Висленский ордена Красной Звезды полк
- 287-й гвардейский зенитный артиллерийский Львовский ордена Красной Звезды полк
- 56-й отдельный гвардейский истребительно-противотанковый дивизион
- 440-й отдельный гвардейский миномётный ордена Красной Звезды дивизион
- 4-й отдельный гвардейский мотоциклетный Пражский ордена Красной Звезды батальон (бывший 89-й)

Корпусные части:
- 146-й отдельный гвардейский батальон связи (до 29.08.1943 — 439-й отдельный батальон связи)
- 121-й отдельный гвардейский сапёрный батальон (до 29.08.1943 — 135-й отдельный саперный батальон)
- 8104-я отдельная рота химической защиты
- 15-я отдельная автотранспортная рота подвоза ГСМ
- 71-я полевая авторемонтная база
- 96-я полевая танкоремонтная база
- авиационное звено связи
- 26-й полевой автохлебозавод
- 1928-я полевая касса Государственного банка, с 01.01.1944
- 2121-я военно-почтовая станция

- Управление дивизии, в/ч 58391 (г. Рослау)
- 55-й гвардейский танковый Васильковский ордена Ленина, Краснознамённый, орденов Суворова и Богдана Хмельницкого полк (Лютерштадт-Виттенберг)
- 56-й гвардейский танковый Васильковско-Шепетовский ордена Ленина, Краснознамённый, орденов Суворова и Кутузова полк (Цербст)
- 79-й гвардейский танковый Бобруйский Краснознамённый, орденов Суворова и Кутузова полк (Рослау)
- 40-й мотострелковый Берлинский полк (Бернбург)
- 670-й гвардейский самоходный артиллерийский Львовский ордена Красной Звезды полк (Кохштедт)
- 287-й гвардейский зенитный ракетный Львовский ордена Красной Звезды полк (Рослау)
- 4-й отдельный гвардейский разведывательный батальон (Кведлинбург-Квармбек)
- 121-й отдельный гвардейский инженерный батальон (Рослау)
- 146-й отдельный гвардейский батальон связи (Рослау)
- 165-й отдельный батальон химической защиты (Рослау)
- 58-й отдельный ремонтно-восстановительный батальон (Рослау)
- 183-й отдельный батальон материального обеспечения (Рослау)
- 186-й отдельный медицинский батальон (Дессау)

В 1980-е годы танковый парк 7-й гв. тд составляли Т-64А.
С августа по декабрь 1990 года дивизия была выведена в полном составе из ГДР в г. Кривой Рог, КиевВО и была расформирована, боевое знамя и документация сданы в Подольский архив.

## Фронтовая газета
7-й гвардейский танковый корпус выпускал фронтовую газету «Знамя Родины», в которой работал Марк Михайлович Пратусевич, поэт-дилетант Серебряного века. Ответственный секретарь редакции гвардии-капитан Эдемский Матвей Иванович.

## Награды корпуса
| Награда                            | Дата награждения                                                                                  | За что награждена |
| ---------------------------------- | ------------------------------------------------------------------------------------------------- | --- |
| «Гвардейский»                      | почетное звание присвоено приказом Народного комиссара обороны СССР № 0404с, от 26 июля 1943 года | при преобразовании. |
| Почётное наименование «Киевский»   | Почётное наименование присвоено приказом Верховного Главнокомандующего от 6 ноября 1943 года      | В ознаменование одержанной победы и отличие в боях за освобождение города Киева. |
| Почётное наименование «Берлинский» | Почётное наименование присвоено приказом Верховного Главнокомандующего № 0109 от 4 июня 1945 года | В ознаменование одержанной победы и отличие в боях за взятие города Берлина. |
| орден Красного Знамени             | Награждён Указом Президиума Верховного Совета СССР от 1 января 1944 года                          | За образцовое выполнение боевых заданий командования на фронте борьбы с немецкими захватчиками и проявленные при этом доблесть и мужество. |
| орден Красного Знамени             | Награждён Указом Президиума Верховного Совета СССР от 19 марта 1944 года                          | за образцовое выполнение заданий командования в боях за освобождение городов Староконстантинова, Изяславля, Шумска, Ямполя, Острополя и проявленные при этом доблесть и мужество. |
| орден Суворова II степени          | Награждён Указом Президиума Верховного Совета СССР от 10 августа 1944 года                        | За образцовое выполнение заданий командования в боях с немецкими захватчиками, за овладение городом Львов и проявленные при этом доблесть и мужество. |
| орден Ленина                       | Награждён Указом Президиума Верховного Совета СССР от 28 мая 1945 года                            | за образцовое выполнение заданий командования в боях при прорыве обороны немцев на реке Нейссе и овладении городами Коттбус, Люббен, Цоссен, Беелитц, Лукенвальде, Тройенбритцен, Цана, Мариенфельде, Треббин, Рангсдорф, Дидерсдорф, Кельтов и проявленные при этом доблесть и мужество. |

(Танковый фронт 1939—1945)
Награды частей корпусного подчинения:
- 146-й отдельный гвардейский ордена Красной Звезды[8] батальон связи
- 121-й отдельный гвардейский сапёрный Сандомирский[9] орденов Богдана Хмельницкого[10] и Александра Невского[8] батальон

## Отличившиеся воины
Герои Советского Союза.
64 воина корпуса удостоены звания Героя Советского Союза, среди них:
Управление корпуса:
- Иванов, Сергей Алексеевич, гвардии генерал-майор танковых войск, командир корпуса.
- Новиков, Андрей Владимирович, гвардии полковник, заместитель командира корпуса по политической части.
- Новиков, Василий Васильевич, гвардии генерал-майор, командир корпуса.

54-я гвардейская танковая Васильковская ордена Ленина Краснознамённая орденов Суворова и Богдана Хмельницкого бригада:
О Героях Советского Союза бригады смотрите 54-я гвардейская танковая бригада.
55-я гвардейская танковая Васильковская ордена Ленина Краснознаменная орденов Суворова и Богдана Хмельницкого бригада:
- Вердиев, Аваз Гашим оглы, гвардии сержант, командир отделения автоматчиков. Умер от ран 1 мая 1945 года.
- Гулеватый, Трофим Ерёмович, гвардии капитан, командир 1 танкового батальона.
- Дмитриев, Александр Павлович, гвардии подполковник, заместитель командира брига по политической части.
- Драгунский, Давид Абрамович, гвардии полковник, командир бригады.
- Дуплий, Иван Минович, старшина, моторист-регулировщик танков 317 танкового батальона.
- Калеников, Иван Емельянович, гвардии майор, заместитель командира бригады.
- Ковалёв, Андрей Матвеевич, гвардии капитан, командир танкового батальона.
- Косолапов, Виктор Фёдорович, гвардии старший сержант, командир стрелкового отделения. Погиб в бою 29 сентября 1943 года.
- Новиков, Николай Никитович, гвардии старшина, помощник командира разведывательного взвода.
- Покотило, Иван Григорьевич, гвардии старший лейтенант, адъютант старший мотострелкового пулемётного батальона[неизвестный термин]. Умер от ран в январе 1945 года.
- Синдряков, Николай Кузьмич, гвардии лейтенант, командир мотострелкового взвода.
- Фёдоров, Пётр Еремеевич, гвардии майор, командир танкового батальона.
- Шурупов, Афанасий Тихонович, капитан, командир 317 танкового батальона. Погиб в бою 8 января 1944 года.

56-я гвардейская танковая Васильковско-Шепетовская ордена Ленина Краснознамённая орденов Суворова и Кутузова бригада:
- Антонов, Иван Васильевич, гвардии старший сержант, механик-водитель танка. Звание присвоено посмертно.
- Балицкий, Леонид Маркович, старший сержант, механик-водитель танка 424 танкового батальона.
- Белов, Николай Максимович, лейтенант, командир роты 424 танкового батальона.
- Вольватенко, Иван Кириллович, гвардии старший лейтенант, командир танковой роты.
- Кормишин, Иван Григорьевич, гвардии старший лейтенант, командир танковой роты.
- Кругликов, Никита Кононович, лейтенант, командир танкового взвода 424 танкового батальона. Погиб в бою 8 декабря 1943 года.
- Макеев, Сергей Фёдорович, лейтенант, командир взвода 424 танкового батальона. Погиб в бою 10 января 1944 года.
- Метелев, Василий Петрович, гвардии майор, начальник штаба бригады.
- Митрофаненков, Иван Осипович, гвардии лейтенант, заместитель командира моторизованного батальона автоматчиков. Пропал без вести 24 августа 1944 года.
- Николаев, Владимир Николаевич, гвардии капитан, заместитель командира батальона.
- Пичугин, Иван Яковлевич, гвардии капитан, командир танковой роты.
- Шамсутдинов, Гали Нуруллович, гвардии лейтенант, командир танковой роты. Звание присвоено посмертно.

23-я гвардейская мотострелковая Васильковская ордена Ленина дважды Краснознамённая ордена Суворова бригада:
- Беляндра, Василий Яковлевич, гвардии младший лейтенант, командир взвода мотострелкового батальона.
- Вдовенко, Михаил Николаевич, гвардии старшина, командир пулемётного расчёта 3 мотострелкового батальона.
- Давыденко, Антон Корнеевич, гвардии майор, командир мотострелкового батальона.
- Жанаев, Дарма Жанаевич, гвардии капитан, начальник инженерной службы бригады. Звание присвоено посмертно.
- Журба, Иван Макарович, гвардии младший лейтенант, командир 8 мотострелковой роты.
- Иванов, Сергей Макарович, гвардии ефрейтор, наводчик орудия.
- Калишин, Василий Фёдорович, гвардии младший лейтенант, командир взвода автоматчиков разведывательной роты.
- Кобиков, Хамит Кожабергенович, гвардии старшина, командир орудия артиллерийского дивизиона.
- Кудряшев, Герасим Павлович, гвардии старший сержант, командир орудия дивизиона.
- Татарников, Алексей Павлович, гвардии младший сержант, наводчик орудия.
- Фролов, Павел Григорьевич, гвардии лейтенант, командир огневого взвода.
- Шаповалов, Евгений Петрович, гвардии подполковник, командир бригады.
- Шпилько, Павел Иванович, гвардии майор, командир артиллерийского дивизиона.

384-й гвардейский тяжелый самоходно-артиллерийский Ченстоховский ордена Красной Звезды полк:
- Жмакин, Василий Павлович, гвардии подполковник, командир полка.

702-й самоходно-артиллерийский Львовский ордена Красной Звезды полк:
- Костин, Иван Дмитриевич, подполковник, командир полка. Звание присвоено посмертно.

1894-й самоходно-артиллерийский ордена Богдана Хмельницкого полк:
- Гончаренко, Николай Куприянович, младший лейтенант, командир самоходной артиллерийской установки. Звание присвоено посмертно.
- Сидоренко, Иван Петрович, старший лейтенант, командир батареи СУ-76.Звание присвоено посмертно.
- Якушев, Борис Гаврилович, лейтенант, командир самоходной артиллерийской установки. Умер от ран 28 ноября 1943 года.

467-й гвардейский миномётный полк реактивной артиллерии:
- Благодетелев, Павел Сергеевич, гвардии старший лейтенант, командир 1 батареи.
- Сафин, Нурулла Давлетгареевич, гвардии старший сержант, командир миномётного расчёта.
- Степаненко, Василий Васильевич, гвардии капитан, командир батареи. Пропал без вести 2 мая 1945 года.

287-й гвардейский зенитный артиллерийский полк:
- Рогов, Николай Иванович, гвардии младший сержант, командир расчёта зенитного пулемёта.

8 отдельный гвардейский разведывательный батальон:
- Гуляев, Сергей Константинович, гвардии старший сержант, командир бронетранспортёра.
- Кузнецов, Григорий Матвеевич, гвардии старший сержант, командир отделения.

4-й отдельный гвардейский мотоциклетный Пражский ордена Красной Звезды батальон:
- Просяной, Иван Евгеньевич, гвардии сержант, пулемётчик.

дважды удостоены этого звания:
- Головачёв, Александр Алексеевич, гвардии полковник, командир 23 гвардейской мотострелковой бригады. Погиб в бою 6 марта 1945 года.
- Горюшкин, Николай Иванович, гвардии майор, заместитель командира 23 гвардейской мотострелковой бригады.
- Драгунский, Давид Абрамович, гвардии полковник, командир 55 гвардейской танковой бригады.
- Слюсаренко, Захар Карпович, гвардии полковник, командир 56 гвардейской танковой бригады.
- Хохряков, Семён Васильевич, гвардии майор, командир батальона 54 гвардейской танковой бригады.

 Кавалеры ордена Славы 3-х степеней.
- Джалалов, Халмат, гвардии старший сержант, командир пулемётного отделения 55 гвардейской танковой бригады.
- Кривонос, Фёдор Андреевич, гвардии младший сержант, командир отделения разведки 121 отдельного гвардейского сапёрного батальона.
- Лисунов, Василий Филиппович, гвардии ефрейтор, стрелок-автоматчик роты управления 55 гвардейской танковой бригады. Погиб в бою 29 апреля 1945 года.
- Налётов, Михаил Семёнович, гвардии старшина, командир взвода разведки 54 гвардейской танковой бригады.
- Чижков, Николай Иванович, гвардии ефрейтор, телефонист роты управления 23 гвардейской мотострелковой бригады.